# Upton Park Football Club
Pour les articles homonymes, voir Upton Park.
L'Upton Park Football Club est un ancien club anglais de football, qui avait le statut d'amateur. Basé à l'est de Londres, dans le district de Newham, le club résidait dans le West Ham Park.
Il a la particularité d'avoir représenté la Grande-Bretagne aux jeux olympiques de 1900 et d'y avoir remporté la médaille d'or.

## Historique
Créé en 1866, l'Upton Park Football Club garda un statut d'amateur durant toute son existence. Le club est l'un des quinze participants à la première édition de la Coupe d'Angleterre en 1871-1872. Il ne compte à son actif aucun trophée de niveau national mais a remporté les deux premières éditions de la London Senior Cup (Coupe de la fédération régionale de Londres) en 1882-1883 et en 1883-1884. Il perdit, également dans cette compétition, la finale lors de la saison 1884-1885. Le club fut dissout une première fois en 1887.
Recréé en 1891, toujours avec le statut amateur, il est aussi l'un des membres fondateurs de la Southern Alliance. Cette compétition, qui regroupait les équipes du sud de l'Angleterre, ne dura qu'une partie de la saison (1892-1893). Le club termina dernier du mini-championnat (7e sur 7, avec une victoire et neuf défaites, sept buts inscrits contre trente-six encaissés). De 1893 à 1911, le club disputa la Coupe d'Angleterre amateur, sans parvenir à atteindre le dernier carré. Le club se dissout en 1911.

### Parcours en coupe d'Angleterre
Le club est l'une des quinze équipes qui participèrent à la première édition de la coupe d'Angleterre de football en 1871-1872. Il participa à cette compétition de 1871 à 1887. Il s'agit de la seule compétition  à laquelle le club participe dans sa première période.
Sa meilleure performance dans cette coupe fut un quart de finale en 1876-1877, ce qui correspondait au 4e tour, le 5e tour correspondant aux huitièmes de finale. Après 1887, le club ne dispute plus la coupe d'Angleterre. 
Voici le parcours de ce club dans cette compétition : 
| Saisons   | Parcours           |
| 1871-1872 | 1er tour           |
| 1872-1873 | 1er tour           |
| 1873-1874 | 1er tour           |
| 1874-1875 | 1er tour           |
| 1875-1876 | Forfait au 2d tour |
| 1876-1877 | 4e tour            |
| 1877-1878 | 4e tour            |
| 1878-1879 | 2d tour            |
| 1879-1880 | 2d tour            |
| 1880-1881 | 4e tour            |
| 1881-1882 | 5e tour            |
| 1882-1883 | 2d tour            |
| 1883-1884 | 5e tour            |
| 1884-1885 | 3e tour            |
| 1885-1886 | 2d tour            |
| 1886-1887 | 2d tour            |

En tant qu'amateur, l'Upton Park FC dispute ensuite de 1893 à 1911 la Coupe d'Angleterre amateur.

### Les Jeux olympiques d'été de 1900

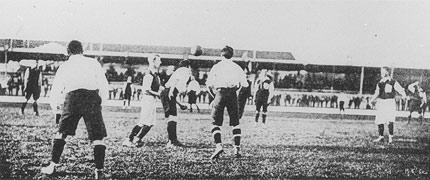
Upton Park - USFSA (JO 1900).

Le fait majeur de l'histoire de ce club est sa participation et sa victoire aux Jeux Olympiques d'été de 1900. Comme les athlètes olympiques devaient être amateurs, les équipes professionnelles anglaises de première et de deuxième division anglaise ne furent pas autorisées à s'aligner à Paris. L'Upton Park FC, club de division inférieure, accepta alors de se rendre à Paris pour représenter la Grande-Bretagne.
Lors de ce tournoi, l'Upton Park FC ne disputa qu'un seul match, contre le Club français, alors champion de Paris en titre, devant 500 spectateurs. Jouant en 2-3-5, grâce au doublé de Nicholas, à Turner et à Zealley, le club remporta le match 4 buts à 0. Le tournoi ne comporta qu'un autre match, remporté par le Club français face au  Royal Léopold Uccle Football Club représentant la Belgique. Le Comité international olympique a attribué a posteriori la médaille d'or de ce tournoi à l'Upton Park FC représentant la Grande-Bretagne. 

#### Médaillés olympiques
Voici les vainqueurs de ce tournoi, les 11 joueurs permettant de devancer les Français : 
- James Henry Jones (gardien de but)
- Claude Buckenham
- William Gosling
- Alfred Chalk
- T.E. Burridge
- William Quash
- Arthur Turner
- F.G. Spackman
- J. Nicholas
- James Zealley
- A. Haslam (capitaine)

## Palmarès
- London Senior Cup
  - Vainqueur en 1882-1883 et en 1883-1884
  - Finaliste en 1884-1885
- Jeux olympiques
  - Médaille d'or en 1900